# Шелтер-Айленд (Нью-Йорк)
Шелтер-Айленд (англ. Shelter Island) — місто (англ. town) в США, в окрузі Саффолк штату Нью-Йорк. Населення — 3253 особи (2020).

## Демографія
Згідно з переписом 2010 року, у місті мешкали 2392 особи в 1128 домогосподарствах у складі 680 родин. Було 2754 помешкання
Расовий склад населення:
| - 94,4 % — білих - 1,2 % — чорних або афроамериканців - 0,9 % — корінних американців - 0,4 % — азіатів - 1,4 % — осіб інших рас |

До двох чи більше рас належало 1,7 %. Частка іспаномовних становила 4,8 % від усіх жителів.
За віковим діапазоном населення розподілялося таким чином: 17,2 % — особи молодші 18 років, 54,6 % — особи у віці 18—64 років, 28,2 % — особи у віці 65 років та старші. Медіана віку мешканця становила 52,5 року. На 100 осіб жіночої статі у місті припадало 97,2 чоловіків;  на 100 жінок у віці від 18 років та старших — 94,4 чоловіків також старших 18 років.
Середній дохід на одне домашнє господарство  становив 124 995 доларів США (медіана — 110 530), а середній дохід на одну сім'ю — 150 095 доларів (медіана — 122 645). Медіана доходів становила 64 394 долари для чоловіків та 74 262 долари для жінок. За межею бідності перебувало 2,3 % осіб, у тому числі 0,0 % дітей у віці до 18 років та 0,0 % осіб у віці 65 років та старших.
Цивільне працевлаштоване населення становило 1187 осіб. Основні галузі зайнятості: освіта, охорона здоров'я та соціальна допомога — 25,5 %, науковці, спеціалісти, менеджери — 22,7 %, мистецтво, розваги та відпочинок — 16,7 %.